# Schweinsbühl
Schweinsbühl ist ein Ortsteil der Gemeinde Diemelsee im nordhessischen Landkreis Waldeck-Frankenberg.

## Geographie

### Geographische Lage
Schweinsbühl liegt im Upland im Naturpark Diemelsee an der Rhene. In Ortsnähe ragt der 634,5 m hohe Widdehagen empor. Schweinsbühl liegt zwischen Dortmund und Kassel südlich von Paderborn, ungefähr in der Mitte eines Dreiecks mit den Eckpunkten Korbach, Brilon und Marsberg. Die dem Ort zugerechnete Gemarkungsgröße beträgt 746 Hektar.

### Naturräumliche Gliederung
Naturräumlich ist der Ort der Region „332 Ostsauerländer Gebirgsrand“ und darin dem Vorupländer Hügelland (332.61) zugeordnet.

## Geschichte

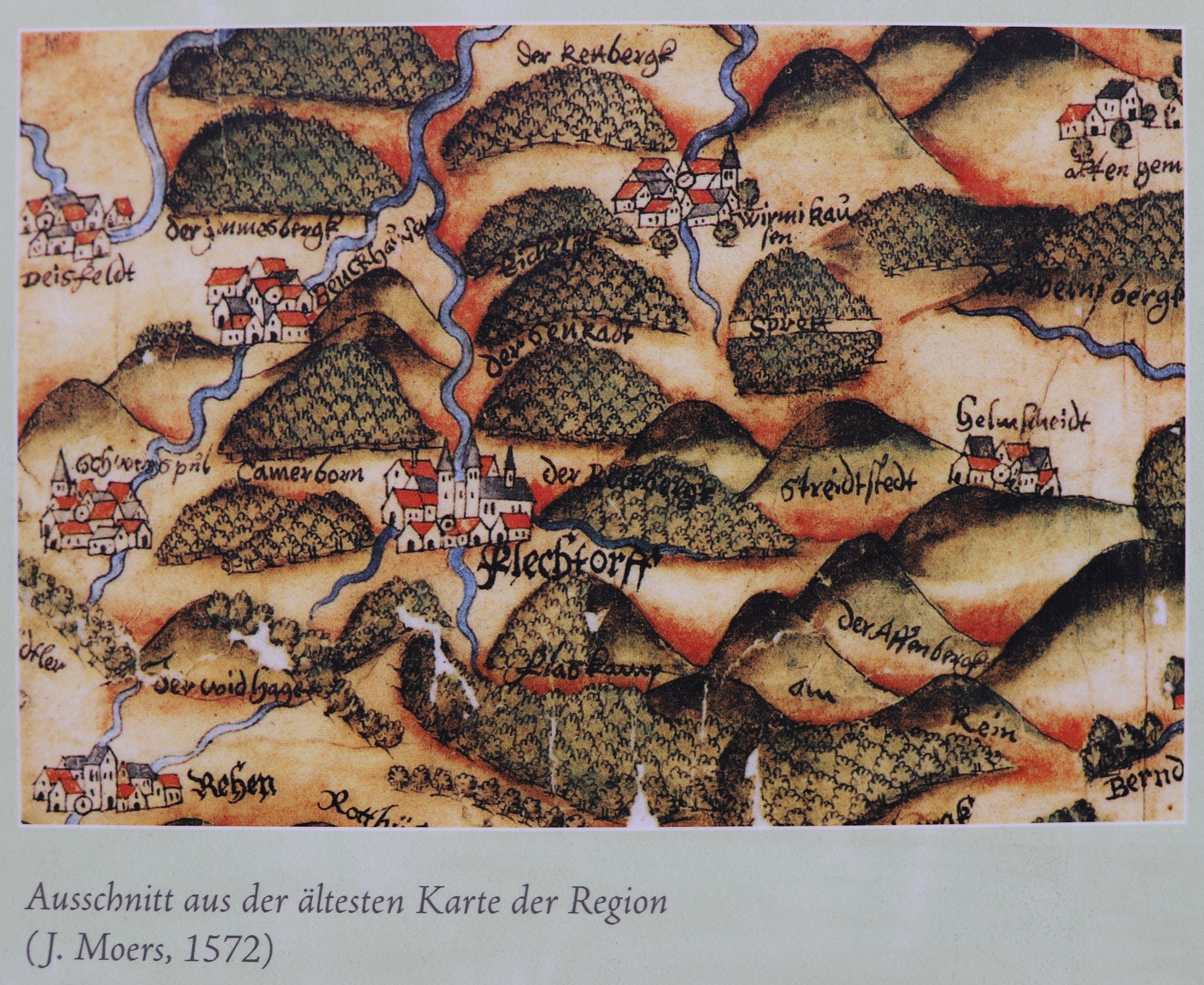
Lage von Schweinsbühl, Karte von 1572

### Ortsgeschichte
Die älteste bekannte schriftliche Erwähnung von Schweinsbühl erfolgte unter dem Namen Scanesbuele am Anfang des 11. Jahrhunderts in einer Heberolle des Klosters Corvey.
Die bekannten historischen Erwähnungen finden sich in folgender Übersicht:
- Scanesbuele, In (Anfang 11. Jahrhundert) [Corveyer Heberolle, Abschrift 15. Jahrhundert Kaminsky, Reichsabtei Corvey, S. 198–199, § IV]
- Svanesbule, de (1257) [Urkunden Kloster Bredelar, S. 83, Nr. 79]
- Svenesbule, de (1312) [Urkunden Kloster Bredelar, S. 127, Nr. 175]
- Swensbule, in (1350) [Paul Wigand, Einzelne Beiträge, in: Archiv für Geschichte und Alterthumskunde Westphalens 6 (1834), S. 385–405, IV: Das älteste Corveyer Lehnsregister, hier S. 391, § 24]
- Schwensbuel (1537) [HStAM Bestand 127 Nr. 3]
- Schweinsbel (1733) [HStAD Bestand P 23 Nr. 56]

1150 wurde die Kirche erbaut. Corvey besaß das Patronat über Kirche und Gericht. Der Ort war Sitz eines Gogerichts mit einem Freistuhl. Dieser befand sich der Überlieferung nach westlich der Kirche.
1354 ging das Patronat an Johann von Padberg und die „Brüder Scalenberg“. In der Folgezeit wechselte dieses häufiger, unter anderem auch an die Waldecker Grafen. Dieses Patronat lieferte den jeweiligen Besitzern reichliche Einkünfte. Diese wurden in einer Zehntscheune nahe der Kirche gelagert. Die Mönche des Klosters Flechtdorf legten ihre Klosterpfarrei ebenfalls nach Schweinsbühl.
Hessische Gebietsreform (1970–1977)
Zum 31. Dezember 1971 entstand im Zuge der Gebietsreform in Hessen durch den freiwilligen Zusammenschluss der bis dahin selbständigen Gemeinden Adorf, Benkhausen, Deisfeld, Flechtdorf, Giebringhausen, Heringhausen, Ottlar, Rhenegge, Schweinsbühl, Stormbruch, Sudeck, Vasbeck und Wirmighausen die neue Gemeinde Diemelsee. Sitz der Gemeindeverwaltung wurde Adorf.
Für die ehemals selbständigen Gemeinden von Diemelsee wurden gemäß Hauptsatzung Ortsbezirke mit Ortsbeirat und Ortsvorsteher errichtet. Die Grenzen der Ortsbezirke folgen grundsätzlich den Gemarkungsgrenzen.

### Verwaltungsgeschichte im Überblick
Die folgende Liste zeigt die Staaten bzw. Herrschaftsgebiete und deren untergeordnete Verwaltungseinheiten, in denen Schweinsbühl lag:
- 1546 und später: Heiliges Römisches Reich, Grafschaft Waldeck, Amt Eisenberg
- ab 1712: Heiliges Römisches Reich, Fürstentum Waldeck, Amt Eisenberg
- ab 1806: Fürstentum Waldeck, Amt Eisenberg
- ab 1815: Fürstentum Waldeck, Oberamt des Eisenbergs (Sitz in Kornbach)
- ab 1816: Fürstentum Waldeck, Oberjustizamt des Eisenbergs (Sitz in Kornbach)
- ab 1850: Fürstentum Waldeck-Pyrmont (seit 1849), Kreis des Eisenbergs (Sitz in Korbach)[Anm. 1]
- ab 1867: Fürstentum Waldeck-Pyrmont (Akzessionsvertrag mit Preußen), Kreis des Eisenbergs
- ab 1871: Deutsches Reich, Fürstentum Waldeck-Pyrmont, Kreis des Eisenbergs
- ab 1919: Deutsches Reich, Freistaat Waldeck-Pyrmont, Kreis des Eisenbergs
- ab 1929: Deutsches Reich, Freistaat Preußen, Provinz Hessen-Nassau, Regierungsbezirk Kassel, Kreis des Eisenbergs
- ab 1942: Deutsches Reich, Freistaat Preußen, Provinz Hessen-Nassau, Regierungsbezirk Kassel, Landkreis Waldeck
- ab 1944: Deutsches Reich, Freistaat Preußen, Provinz Kurhessen, Regierungsbezirk Kassel, Landkreis Waldeck
- ab 1945: Amerikanische Besatzungszone, Groß-Hessen, Regierungsbezirk Kassel, Landkreis Waldeck
- ab 1946: Amerikanische Besatzungszone, Hessen, Regierungsbezirk Kassel, Landkreis Waldeck
- ab 1949: Bundesrepublik Deutschland, Hessen, Regierungsbezirk Kassel, Landkreis Waldeck
- ab 1972: Bundesrepublik Deutschland, Hessen, Regierungsbezirk Kassel, Landkreis Waldeck, Gemeinde Diemelsee[Anm. 2]
- ab 1974: Bundesrepublik Deutschland, Hessen, Regierungsbezirk Kassel, Landkreis Waldeck-Frankenberg, Gemeinde Diemelsee

### Bevölkerung
Einwohnerstruktur 2011
Nach den Erhebungen des Zensus 2011 lebten am Stichtag dem 9. Mai 2011 in Schweinsbühl 117 Einwohner. Darunter waren keine Ausländer.
Nach dem Lebensalter waren 27 Einwohner unter 18 Jahren, 39 waren zwischen 18 und 49, 24 zwischen 50 und 64 und 27 Einwohner waren älter.
Die Einwohner lebten in 51 Haushalten. Davon waren 15 Singlehaushalte, 21 Paare ohne Kinder und 12 Paare mit Kindern, sowie 3 Alleinerziehende und keine Wohngemeinschaften. In 12 Haushalten lebten ausschließlich Senioren und in 33 Haushaltungen leben keine Senioren.
Einwohnerentwicklung
 Quelle: Historisches Ortslexikon
- 1541: 15 Häuser
- 1620: 21 Häuser
- 1650: 11 Häuser
- 1738: 20 Häuser
- 1770: 20 Häuser, 117 Einwohner

| Schweinsbühl: Einwohnerzahlen von 1770 bis 2020 | Schweinsbühl: Einwohnerzahlen von 1770 bis 2020 | Schweinsbühl: Einwohnerzahlen von 1770 bis 2020 | Schweinsbühl: Einwohnerzahlen von 1770 bis 2020 | Schweinsbühl: Einwohnerzahlen von 1770 bis 2020 |
| --- | ----------------------------------------------- | ----------------------------------------------- | ----------------------------------------------- | ----------------------------------------------- |
| Jahr |                                                 |                                                 |                                                 | Einwohner                                       |
| 1770 | 1770                                            |                                                 | 117                                             | 117                                             |
| 1800 | 1800                                            |                                                 | ?                                               | ?                                               |
| 1834 | 1834                                            |                                                 | 171                                             | 171                                             |
| 1840 | 1840                                            |                                                 | 179                                             | 179                                             |
| 1846 | 1846                                            |                                                 | 177                                             | 177                                             |
| 1852 | 1852                                            |                                                 | 179                                             | 179                                             |
| 1858 | 1858                                            |                                                 | 174                                             | 174                                             |
| 1864 | 1864                                            |                                                 | 159                                             | 159                                             |
| 1871 | 1871                                            |                                                 | 162                                             | 162                                             |
| 1875 | 1875                                            |                                                 | 152                                             | 152                                             |
| 1885 | 1885                                            |                                                 | 165                                             | 165                                             |
| 1895 | 1895                                            |                                                 | 170                                             | 170                                             |
| 1905 | 1905                                            |                                                 | 196                                             | 196                                             |
| 1910 | 1910                                            |                                                 | 175                                             | 175                                             |
| 1925 | 1925                                            |                                                 | 186                                             | 186                                             |
| 1939 | 1939                                            |                                                 | 152                                             | 152                                             |
| 1946 | 1946                                            |                                                 | 209                                             | 209                                             |
| 1950 | 1950                                            |                                                 | 201                                             | 201                                             |
| 1956 | 1956                                            |                                                 | 156                                             | 156                                             |
| 1961 | 1961                                            |                                                 | 133                                             | 133                                             |
| 1967 | 1967                                            |                                                 | 137                                             | 137                                             |
| 1980 | 1980                                            |                                                 | ?                                               | ?                                               |
| 1990 | 1990                                            |                                                 | ?                                               | ?                                               |
| 2001 | 2001                                            |                                                 | 132                                             | 132                                             |
| 2011 | 2011                                            |                                                 | 117                                             | 117                                             |
| 2015 | 2015                                            |                                                 | 93                                              | 93                                              |
| 2020 | 2020                                            |                                                 | 109                                             | 109                                             |
| Datenquelle: Historisches Gemeindeverzeichnis für Hessen: Die Bevölkerung der Gemeinden 1834 bis 1967. Wiesbaden: Hessisches Statistisches Landesamt, 1968. Weitere Quellen: LAGIS; Gemeinde Diemelsee; Zensus 2011 |                                                 |                                                 |                                                 |                                                 |

Religionszugehörigkeit
| • 1885: | 170 evangelische (= 100 %) Einwohner                                |
| • 1961: | 132 evangelische (= 99,25 %), ein katholischer (= 0,75 %) Einwohner |

## Kirche
Von 1180 bis 1190 entstand die dem St. Georg gewidmete kleine romanische Kirche. Urkundlich wird sie 1336 erstmals erwähnt. Sie ist einjochig und einschiffig. Um das 1510 wurde sie evangelische Pfarrkirche. Das Kirchenpatronat hatten abwechselnd die Waldecker Grafen, die Herren von Dalwigk, die Herren von Rhena und die Herren von Padberg inne. 1669 erhielt sie eine wertvolle geschnitzte Barockkanzel. Später, vermutlich 1699, bekam sie einen geschnitzten Altaraufsatz des Waldecker Bildhauers Josias Wolrat Brützel. Dieser Altaraufsatz befindet sich seit einer Kirchenrenovierung 1953 im Korbacher Heimatmuseum. Erhalten ist noch der romanische Taufstein aus der Entstehungszeit.

## Infrastruktur
- In Schweinsbühl gibt es ein Dorfgemeinschaftshaus.
- Der europäische Fernwanderweg 1 (Kaiser-Otto-Weg) und der Drei-Seen-Wanderweg führen am Ort vorbei.